# Султанмуратовська сільська рада
Султанмура́товська сільська рада (рос. Султанмуратовский сельский совет) — муніципальне утворення у складі Аургазинського району Башкортостану, Росія. Адміністративний центр — село Султанмуратово.

## Населення
Населення — 743 особи (2019, 897 в 2010, 918 в 2002).

## Склад
До складу поселення входять такі населені пункти:
| Населений пункт      | Населення, осіб (2002) | Населення, осіб (2010) |
| -------------------- | ---------------------- | ---------------------- |
| Бакаєво, присілок    | 35                     | 20                     |
| Султанмуратово, село | 721                    | 706                    |
| Чишма, присілок      | 99                     | 96                     |
| Чубайтал, присілок   | 63                     | 75                     |